# Scopin
Scopin (Pseudonym für Albert Schöpflin, * 14. Januar 1943 in Freiburg im Breisgau), mit bürgerlichem Namen Albert Schöpflin, ist ein deutscher Künstler, der seine Karriere als Fotograf begonnen hat und seit 2012 mit Asphalt malt.

## Ausbildung und Werdegang
Albert Schöpflin entstammt der Unternehmerfamilie Schöpflin. Er studierte von 1967 bis 1969 an der Staatslehranstalt für Fotografie in München und arbeitete bereits vorher als Fotoassistent in verschiedenen Studios. 1969 zog er nach New York und assistierte den Fotografen Mikel Avedon und Bill King. Während der Zeit bei Bill King drehte Andy Warhol in dessen Studio Szenen für seine Filme Trash und Flash und Scopin kam in Kontakt mit dem sozialen Umfeld Warhols. Von 1969 bis 1971 wohnte und arbeitete er im legendären Chelsea Hotel, es entstand der Dokumentarfilm Chelsea Hotel 1970, der Bewohner des Hotels porträtiert, u. a. Patti Smith und Robert Mapplethorpe.
Anfang der 1970er Jahre gründete Scopin Yonah Yeend Film, drehte Dokumentarfilme im und über den New Yorker Kulturuntergrund, u. a. im thematischen Kontext von Straßentheater, Graffitimalerei und avantgardistischer Videokunst. 1974 zog er zurück nach Deutschland und richtete sich ein Studio in Frankfurt ein. Scopin widmete sich zunehmend der Fotografie. Zu Beginn der 1980er Jahre begann er zu zeichnen und zu malen, primär in Grautönen der Schwarzweiß-Fotografie. Im Jahr 1985 folgte ein Umzug nach München und 1986 arbeitete der Künstler am Film und Buch Objektive sehen nicht, einer Auseinandersetzung über angewandte Fotografie.
Von 1983 bis 1988 lehrte Albert Scopin als Dozent an der Fachhochschule für Gestaltung in Darmstadt, zog sich aber 1990 in sein Atelier in Seeshaupt am Starnberger See zurück, um ausschließlich künstlerisch zu arbeiten. Seit 2004 lebt und arbeitet er in Riehen. Im Jahr 2001 gründete Scopin gemeinsam mit seinen Geschwistern die Schöpflin Stiftung mit Sitz auf dem elterlichen Anwesen in Brombach. Die Stiftung widmet sich der Drogenprävention, fördert eine Kinderkrippe und einen Kinderhort und unterhält den Werkraum Schöpflin.

## Arbeiten mit Asphalt
Inspiriert von den Straßen Manhattans in den 1970er Jahren und später von den Arbeiten des koreanischen Künstlers Lee Bae, entdeckte Scopin 2012 Asphalt als Farbe für seine Malerei. Seine intensive künstlerisches Auseinandersetzung mit diesem Material ist einmalig.
Das Material Asphalt als natürliche oder technisch hergestellte Mischung aus dem Bindemittel Bitumen und Gesteinskörnungen ist für Scopin konservatorisch-archäologisch konnotiert: „Bitumen bezeichnet ein sowohl natürlich vorkommendes als auch aus Erdöl gewonnenes Gemisch aus verschiedenen organischen Stoffen, ist also urzeitliche Essenz, konserviertes pflanzliches und tierisches Leben.“
Bazon Brock verdeutlicht die Materialikonografie von Asphalt folgendermaßen:
"Scopins Rückführung der Malerei mit Ölfarbe auf das künstlerische Gestalten mit Bitumen eröffnet eine höchst interessante Variante zum Thema „Kunst und Leben“. Denn das Arbeiten mit Teer/Bitumen im Straßenbau hat die Oberfläche des Erdkreises verwandelt wie nur wenige andere Materialien, etwa Düngemittel mit Herbi-/Pestiziden oder Sand/Silicium als Zement und in elektronischen Systemen. Scopins Arbeiten werden ganz sicher nicht im Sumpf von Finanzindustrie und Pornografie, der hilflosen Definition der kapitalistischen Gesellschaftsordnung, versinken. Denn sie ragen aus diesem Sumpf hervor als gespenstische Zeugnisse einstmalig hochgeschätzter Historien- oder Landschaftsmalerei. Sie dokumentieren die Archäologie der Zukunft, denn wir wissen ja, dass alles noch Gegenwärtige zukünftige Vergangenheit ist. Die Scopin’schen Bituminierungen manifestieren die Einheit von Vergangenheit, Gegenwart und Zukunft."
Die Arbeiten wurden unter anderem bei Einzelausstellungen in der Barlach Halle K, Hamburg (2016) sowie in der St.-Elisabeth-Kirche, Berlin (2016) präsentiert. Die Eröffnungsrede wurde von Bazon Brock gehalten.
Nachdem Werke auf der Biennale 2022 – unter anderem seine Skulptur eines versenkten Porsche 911 – präsentiert wurden, folgte im Herbst eine Einzelausstellung im Bayerisches Nationalmuseum, München.

## Video
- Albert Schöpflin: Chelsea Hotel 1970.[8] Ausschnitte auch in der arte-Doku Patti Smith. Poesie des Punks, 2022.[9]
- Albert Schöpflin: Objektive sehen nicht. Fotograf: Wirklichkeit eines Traumberufes. Dokumentation München 1988 (Mit Interviews zur Berufsfotografie mit Peter Lindbergh, Peter Knaup, Reinhart Wolf, Thomas Höpker, Monika Robl, Peter Knapp, Marion de Beauprés, Michael Schirner u. a.)

## Editionen
Schöpflins 1969–1971 im Chelsea Hotel, New York, entstandenen Fotografien erscheinen seit 2021 in Edition der Galerie Ahlers, Göttingen, und werden dazu wissenschaftlich ergründet. Ausstellungen der Fotografien erfolgten 2021 in der Galerie Ahlers, sowie im Rasselmania, Hildesheim. 2022 wurden zu einem Liederabend zu Patti Smith im Literarischen Zentrum Göttingen entsprechende Fotografien im Literaturhaus Göttingen aufgehängt und dort über die Dauer des Göttinger Literaturherbstes ausgestellt.